# Coll de Peguera
El Coll de Peguera és un coll a 2.717,7 m. alt. situat en la carena que separa els termes de la Torre de Cabdella, en el seu terme primigeni, i d'Espot, al Pallars Sobirà. Separa, per tant, les dues comarques pallareses.
Està situat a la carena entre el Pic de Peguera, que queda al nord-est, i el Pic de Mar, a l'oest. Permet el pas entre la vall de Monestero i la Conca dels Jous, a l'extrem nord de la vall Fosca.